# Plaça Major de Guimerà
La Plaça Major de Guimerà és una plaça pública de Guimerà (Urgell) inclosa a l'Inventari del Patrimoni Arquitectònic de Catalunya.

## Descripció
La Plaça Major del poble medieval de Guimerà conserva encara part de les construccions que l'envolten, originàries d'aquesta època i per tant, s'ha conservat com a centre neuràlgic i econòmic de la població. La plaça de l'Església constituïa el centre dels poders medievals i la Plaça Major el centre urbà de Guimerà. Situat a la part intermèdia del poble. Per una banda hi ha un dels carrers en pendent cobert per porxos de grans dimensions que limita amb el que ha estat transformat en el Museu de Guimerà, però que antigament era el primitiu Ajuntament de Guimerà. Per tots els seus laterals transversals s'accedeix per portals de les muralles que provenien dels camins d'arribada al poble realitzats en dates pròximes al segle xv i xvi. Les arcuacions veïnes són apuntades i confirmen aquesta cronologia de creació urbanística baix medieval amb poca planificació i molta adaptació a les irregularitats del terreny, com també l'aprofitament exhaustiu de l'espai.

## Història
Aquesta plaça es troba veïna a l'antic Hospital de Guimerà i la Capella de Sant Esteve, era el lloc de reunions del comú de la vila, centre del mercat setmanal i de fires. L'Ajuntament, on es custodiaven els documents reials amb els privilegis dels mercats i de les fires presideix la plaça.
Els porxos de la Plaça Major, o un dels famosos carrers coberts de Guimerà que conserven l'embigat original i que comuniquen amb el carrer de la Goleta, era el lloc d'aixopluc per mercadejar-hi o per les reunions comunals. També es documenta que en aquests porxos es realitzava la representació teatral de la vida de Sant Sebastià, molt venerat al poble de Guimerà.